# 스프리츠
스프리츠(Spritz)는 이탈리아의 포도주 기반 칵테일로, 이탈리아 전역에서 일반적으로 아페리티프로 제공된다. 이는 프로세코, 믹서(대개 탄산수), 그리고 비터 리큐어, 쓴맛 나는 아페리티프, 아마로, 또는 시럽이 될 수 있는 향료 재료로 구성된다. 오리지널 스프리츠 베네치아노(it)는 쓴맛 나는 아페리티프 셀렉트를 향료 재료로 사용하며, 1920년 베네치아에서 만들어졌다. 인기 있는 변형으로는 각각 아페롤과 캄파리를 향료 재료로 사용하는 아페롤 스프리츠와 캄파리 스프리츠가 있다.
2011년부터 스프리츠는 IBA 공식 칵테일로, 처음에는 "스프리츠 베네치아노"로, 그 다음에는 단순히 "스프리츠"로 등재되었다. 스프리츠는 2010년대에 이탈리아 외부에서 널리 인기를 얻었으며, 아페롤 스프리츠는 2019년에 Drinks International 웹사이트에서 세계에서 9번째로 많이 팔린 칵테일로 선정되었다.
국가 스프리츠의 날은 매년 8월 1일에 기념된다.

## 역사
스프리츠는 1800년대 롬바르디아 베네치아 왕국 하의 베네토주에서 합스부르크가의 지배 기간 동안 만들어졌다. 군인들뿐만 아니라 다양한 상인, 외교관, 합스부르크 제국의 베네토주 직원들도 지역 선술집에서 현지 와인을 마시는 데 빠르게 익숙해졌지만, 베네토주의 다양한 포도주에는 익숙하지 않았고 알코올 함량도 익숙한 것보다 높았다. 이방인들은 현지 주인들에게 포도주에 물 한 방울(독일어: spritzen)을 뿌려서 와인을 더 가볍게 해달라고 요청하기 시작했다. 진짜 오리지널 스프리츠는 탄산 백포도주 또는 적포도주를 신선한 물로 희석한 것이었다.
1920년대에서 1930년대 사이에 베네치아 또는 파도바에서 스프리츠는 현지 비터스 (일반적으로 탄산수와 얼음을 넣어 마셨다)와 결합되었다. 아페롤은 1919년 파도바에서, 셀렉트는 1920년 베네치아에서 탄생했다. 원래 레시피는 시간이 지나도 변함이 없었다고 전해지지만, 현대적인 스프리츠 레시피는 1970년대에 프로세코를 일반 포도주 대신 사용하면서 확립되었다. 수년에 걸쳐 이 음료는 차이나 마르티니 또는 시나르와 같은 일종의 리큐어나 비터와 레몬 껍질을 추가하는 등 다양한 변형이 "성장"했다.

## 레시피

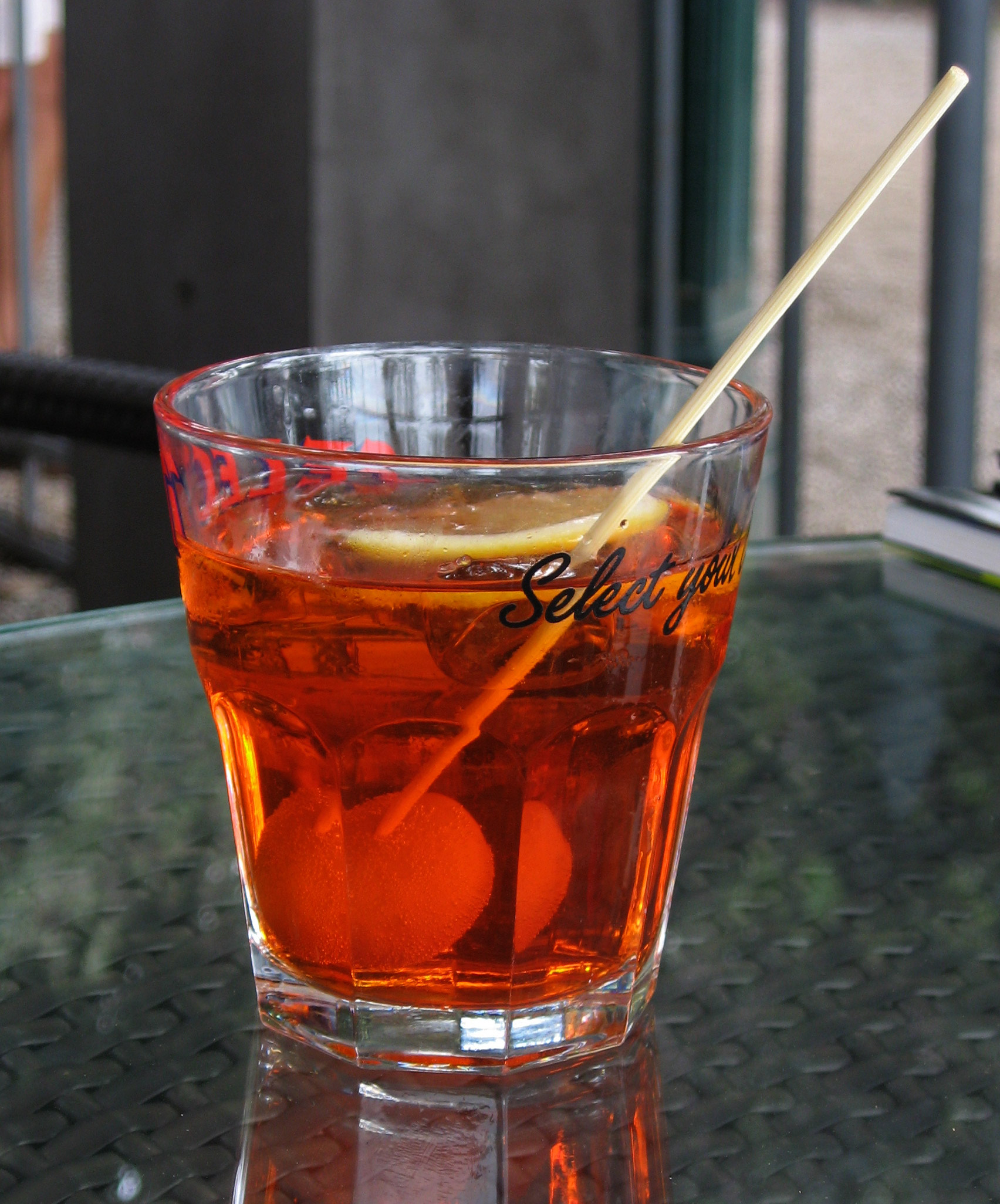
베네치아에서 제공되는 아페롤 스프리츠

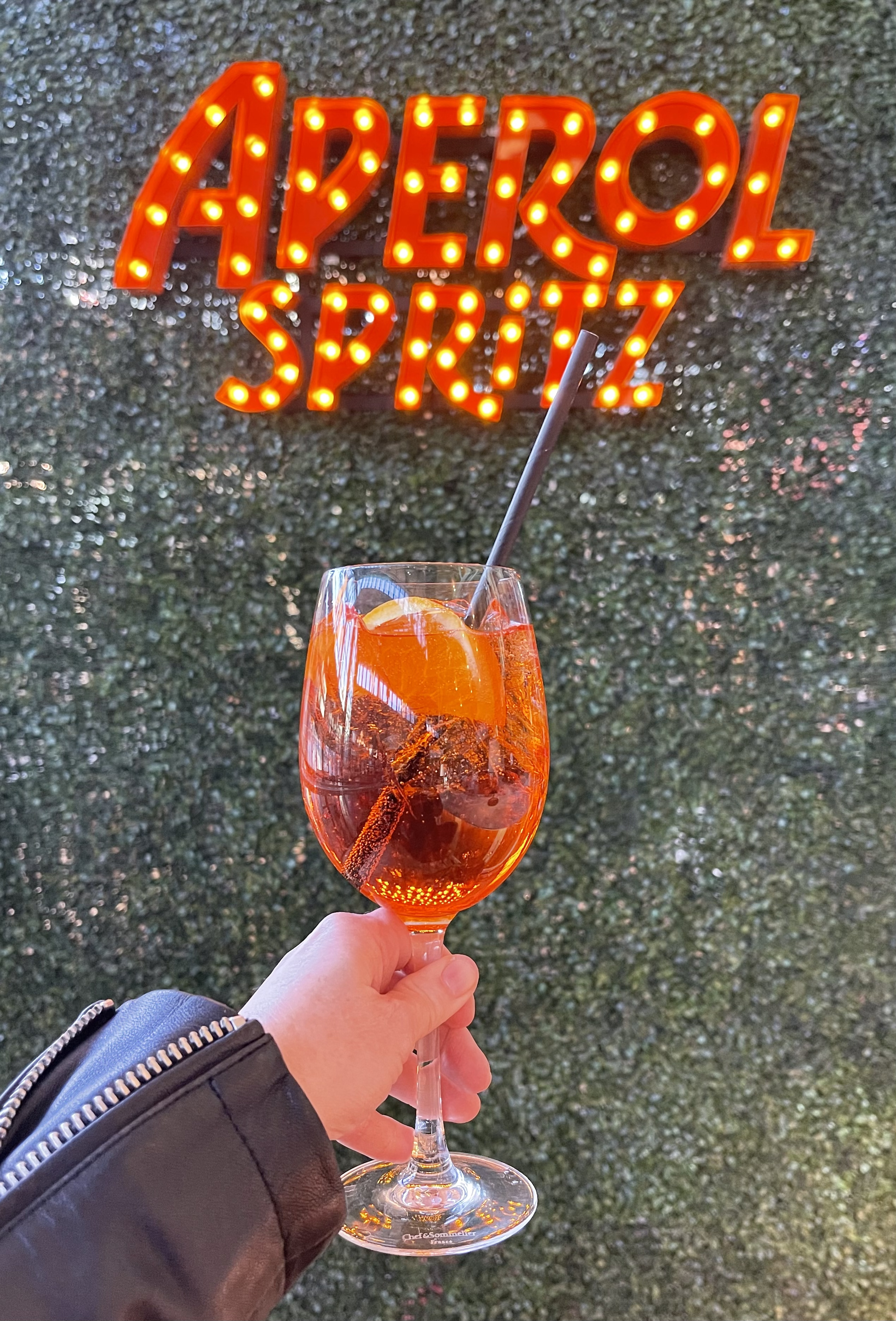
라스베이거스 이탤리의 아페롤 스프리츠

일반적으로 이 음료는 프로세코 와인, 아페롤, 캄파리, 시나르 또는 특히 베네치아에서는 아페리티보 셀렉트와 같은 비터 리큐어로 준비되며, 그 후 잔에 탄산 미네랄 워터(더 흔하게는 클럽 소다)를 약간 채운다. 보통 와인잔이나 록스 글라스에 얼음을 넣어 제공하며, 리큐어에 따라 오렌지 슬라이스나 때로는 올리브로 장식한다.
오리지널 베네치아 스프리츠는 다음을 포함한다:
- 프로세코 7.5 cL;
- 셀렉트 5 cL;
- 탄산수 2.5 cL;
- 녹색 올리브 하나.

스프리츠는 다음을 포함한다:
- 1/3 발포성 백포도주 (일반적으로 프로세코)
- 1/3 비터스 (셀렉트, 아페롤 또는 캄파리);
- 1/3 발포성 또는 탄산수.

IBA의 공식 레시피는 다음을 포함한다:
- 프로세코 9 cL;
- 아페롤 6 cL (캄파리, 시나르 또는 셀렉트를 사용하는 다른 스프리츠 버전도 있다);
- 탄산수 약간.

스프리츠의 단일 구성은 없으며, 각 도시마다 다른 재료로 준비되어 알코올 함량이 매우 다양하다. 공통점은 발포성 백포도주와 물이 존재한다는 점이며, 나머지는 다양한 알코올 음료로 채워지기도 하고, 때로는 혼합되기도 하지만, 칵테일의 붉은/오렌지색을 유지한다는 불문율이 있다. 마지막으로 레몬, 오렌지 슬라이스 또는 올리브와 몇 개의 얼음이 추가된다.

## 변형
- 스프리츠 비앙코 (lit. '화이트 스프리츠') – 고대의 스프리처(spritzer)처럼 화이트 스틸 와인과 탄산수로 만들어진다; 주로 프리울리베네치아줄리아주에서 사용된다.[22]
- 이스트리아 아페롤 스프리츠 – 프로세코 대신 테라니노(크로아티아 이스트라반도의 테란 와인으로 만든 리큐어[23])를 사용한다.
- 이탈리쿠스 스프리츠 – 이탈리쿠스, 베르가못 (과일) 기반 리큐어를 사용한다.[24]

## 같이 보기
위키미디어 공용에 스프리츠 관련 미디어 분류가 있습니다.
- 칵테일 목록

## 추가 자료
- Sawa, Dale Berning (2024년 8월 30일). “‘It’s the meaning of happiness’: How the Aperol spritz took over the summer”. 《가디언》. 2024년 11월 13일에 확인함.